# Edolf Aasen
Edolf Aasen (* 26. August 1877 in Steinkjer; † 8. Dezember 1969 in Oslo) war ein norwegischer Buchdrucker.

## Leben
Edolf Aasen schloss 1910 eine Typographenlehre beim ehemaligen Zeitungsunternehmen Innherredsposten in Steinkjer mit der Gesellenprüfung ab.
Beruflich war Aasen bis 1911 für mehrere Dienstgeber in Trondheim tätig, so für den Druckereiunternehmer Waldemar Jensen, die Adresseavisen und die Dagsposten.
Im Anschluss übersiedelte Aasen nach Oslo, wo er unter anderem bei den Tageszeitungen Morgenposten, Sjøfartstidende, Nationen sowie bei den Wochenblättern Allers und Verdens Gang beschäftigt war, bevor er ebenda am 20. April 1926 eine eigene Buchdruckerei, nämlich die Aasen’s Boktrykkeri gründete. 1951 bestimmte er seinen Sohn Einar Paasche Aasen zum Miteigentümer. Die Aasen’s Boktrykkeri wurde im Jahr 1972 verkauft.
Edolf Aasen heiratete 1899 in Steinkjer die Politikerin Augusta Aasen geborene Paasche, mit der er zwei Söhne hatte, und zwar Einar Paasche Aasen und den Arbeiterdichter Arne Paasche Aasen.